# Мант ла Жоли
Мант ла Жоли (фр. Mantes-la-Jolie) град је у Француској, у департману Ивлен.
По подацима из 1999. године број становника у месту је био 43.672.

## Демографија
| 1962.  | 1968.  | 1975.  | 1982.  | 1990.  | 1999.  | 2011.  |
| ------ | ------ | ------ | ------ | ------ | ------ | ------ |
| 18.905 | 26.062 | 42.465 | 43.564 | 45.087 | 43.672 | 42.727 |

## Партнерски градови
- Maia
- Шлезвиг